# Unschlitthaus

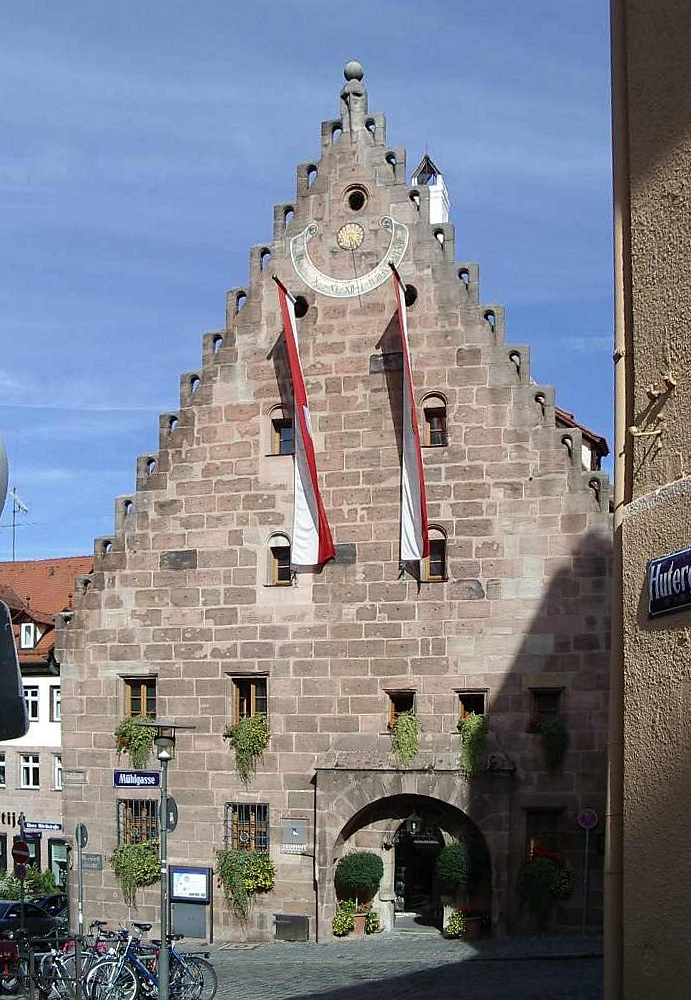
Unschlitthaus in Nürnberg

Das Unschlitthaus in Nürnberg befindet sich in der Lorenzer Altstadt an der Ostseite des Unschlittplatzes. 1491 errichtet, diente es der Reichsstadt ursprünglich als Kornspeicher, später als Sitz des Unschlittamtes. Das Baudenkmal ist eine Station der Historischen Meile.

## Geschichte
Das Unschlitthaus wurde 1491 von Hans Beheim dem Älteren als einer von sieben „Kornkästen“ für die Stadt erbaut. Stilistisch bemerkenswert sind die massive Sandsteinkonstruktion, das aufwändige gotische Portal und der durchbrochene gotische Treppengiebel. Bautechnisch interessant ist, dass das Unschlitthaus in den verfüllten Stadtgraben der vorletzten Stadtbefestigung gebaut wurde und die Konstruktion dabei die östliche Grabenmauer einbezogen hat. 76 Dachluken sorgten für die Belüftung der Kornböden im viergeschossigen Dachstuhl.
Seinen Namen trägt der Speicher von dem Unschlittamt, das zwischen 1562 und 1835 im Erdgeschoss untergebracht war und als städtische Monopolbehörde für Unschlitt bzw. Talg diente: Alle Metzger mussten das Abfallfett hier verkaufen. Das Unschlitt war bis ins 19. Jahrhundert hinein als Rohstoff für Talgkerzen (die Kerzen der ärmeren Leute), Seife, Wagenschmiere und Schuhwichse von großer Bedeutung.
Zwischen 1839 und 1899 diente das Gebäude als Schule und als Eichamt, 1899 zog das städtische Leihhaus ein.
Während des Zweiten Weltkrieges wurde der Südteil des Unschlitthauses während des RAF-Bombenangriffs am 2. Januar 1945 zerstört und nach dem Krieg wieder aufgebaut. Der Nordteil des Gebäudes einschließlich seines eindrucksvollen Dachstuhls ist im Originalzustand erhalten.

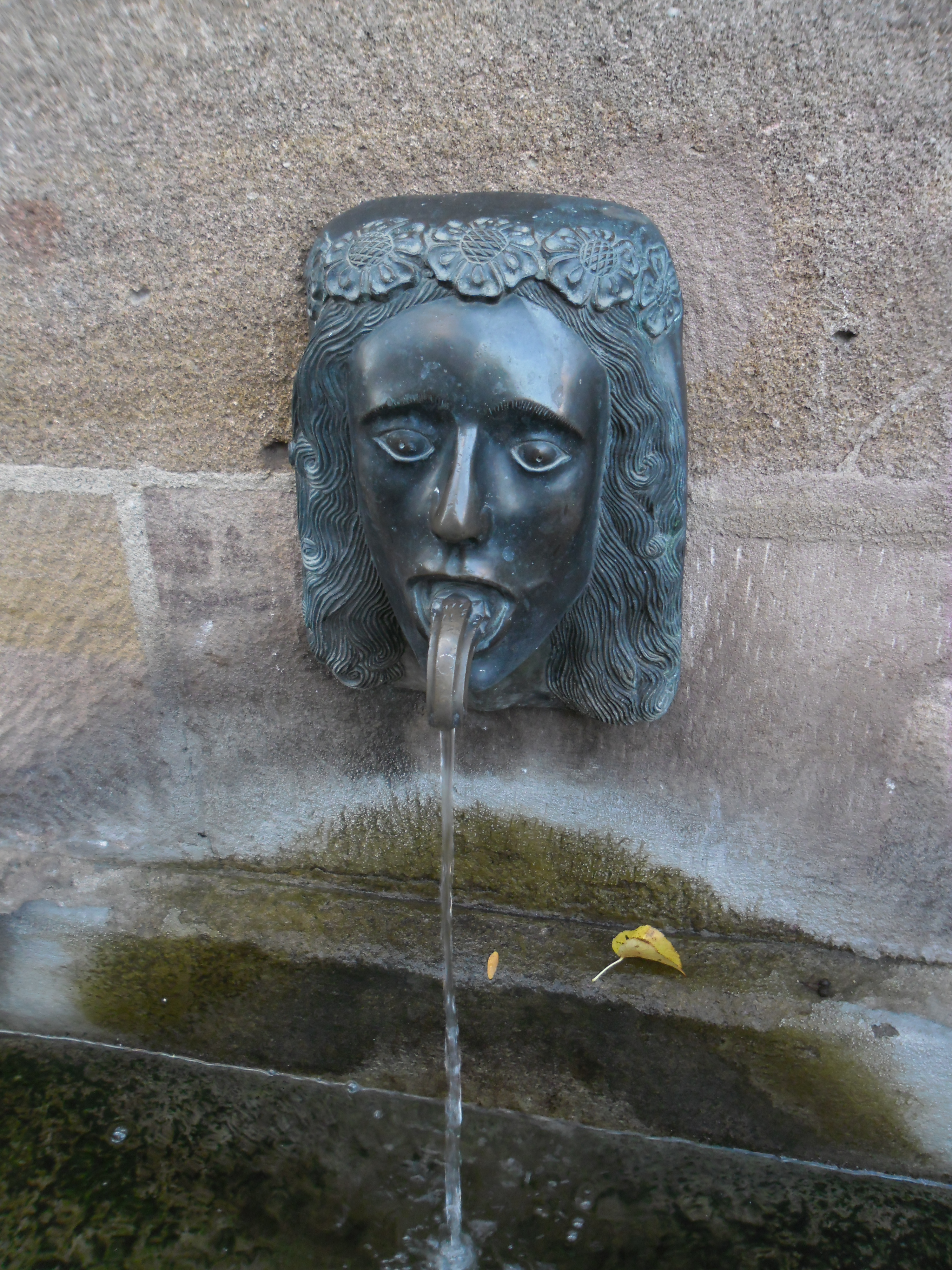

An der Westseite des Gebäudes ist ein Wandbrunnen mit der bronzenen Gesichtsmaske des Hieserlein (um 1400, Original im Germanischen Nationalmuseum) angebaut. Der Begriff ‚Hiserlein’ könnte sich auf das Wasserrieseln des Brunnens beziehen, das Wort ‚Hiesel’ ist im Fränkischen aber auch eine Abkürzung des Männernamens Matthias beziehungsweise eine Bezeichnung für einen einfältigen Menschen. 1974 wurde auf Initiative der Altstadtfreunde der älteste Röhrenbrunnen der Stadt wiederhergestellt und ein in der Kunstgießerei Lenz hergestellter Bronzeguss des Jüngling-Kopfes am Unschlitthaus angebracht. Seitdem strömt aus dem weit geöffneten Mund des blumenbekränzten, langhaarigen Jünglings wieder das Wasser.
Neben dem Leihhaus sind heute auch das Amt für Stadtforschung und Statistik und das Wahlamt hier untergebracht.